# Topilnea, Luhînî
Topilnea (în ucraineană Топільня) este localitatea de reședință a comunei Topilnea din raionul Luhînî, regiunea Jîtomîr, Ucraina.

## Demografie
Componența lingvistică a localității Topilnea
     Ucraineană (97,82%)
     Rusă (2,18%)
Conform recensământului din 2001, majoritatea populației localității Topilnea era vorbitoare de ucraineană (97,82%), existând în minoritate și vorbitori de rusă (2,18%).